# Iset
Iset ali Izida je bila kraljica Osemnajste egipčanske dinastije. Ime je dobila po boginji Izidi. Bila je druga žena faraona Tutmoza II.

## Življenje
Iset je bila mati faraona Tutmoza III., edinega sina Tutmoza II. Sin je umrl 11. marca 1425 pr. n. št. Njeno ime je omenjeno na povojih sinove mumije in kipu, najdenem v Karnaku.
Iset je v kasnejših besedilih omenjena kot »velika kraljeva žena« Tutmoza II., vendar to ni bila. Njegova velika žena je bila Hačepsut. Tutmoz II. je umrl leta 1479 pr. n. št. Po njegovi smrti je Hačepsut postala regentka mladoletnega Tutmoza III., ki je že med odraščanjem postal poveljnik egipčanske vojske. 
Hačepsut je vladala kot faraonka do svoje smrti leta 1458 pr. n. št. Nasledil jo je  sovladar Tutmoz III. in Iset je za nekaj časa dobila naslov »kraljeva mati«, kar med sinovim sovladanjem  ni bila.
V času, ko je Tutmoz III. postal faraon, je bila božja žena Neferure, hčerka Hačepsut in Tutmoza II. To vlogo je imela ves čas vladanja svoje matere. Neferure se je morda poročila s Tutmozom III. Edini dokaz za to je stela, na kateri je upodobljena kraljica Satija, katere ime je vklesano preko imena neke druge kraljice. Mati naslednika Tutmoza III. je bila velika kraljeva žena Meritre-Hačepsut.
Tutmoz III.  je svojo mater večkrat upodobil v svoji grobnici v Dolini kraljev. V KV34 je na enem od stebrov upodobljen on sam z več družinskimi člani. Na vidnem mestu je tudi kraljica Iset.
Na kraljevi barki stoji za svojim sinom, naslovljena kot »kraljeva mati Iset«. Upodobljena je tudi v registru pod barko. Za kraljem stojijo tri od njegovih žena, kraljice Meritre, Sitija in Nebtu in njegova hčerka Nefertari.
Še vedno ni povsem jasno, ali je bila Iset priležnica ali druga žena Tutmoza II. Imela je tudi naslov »božja žena«, vendar verjetno samo po smrti.